# Перше послання Івана

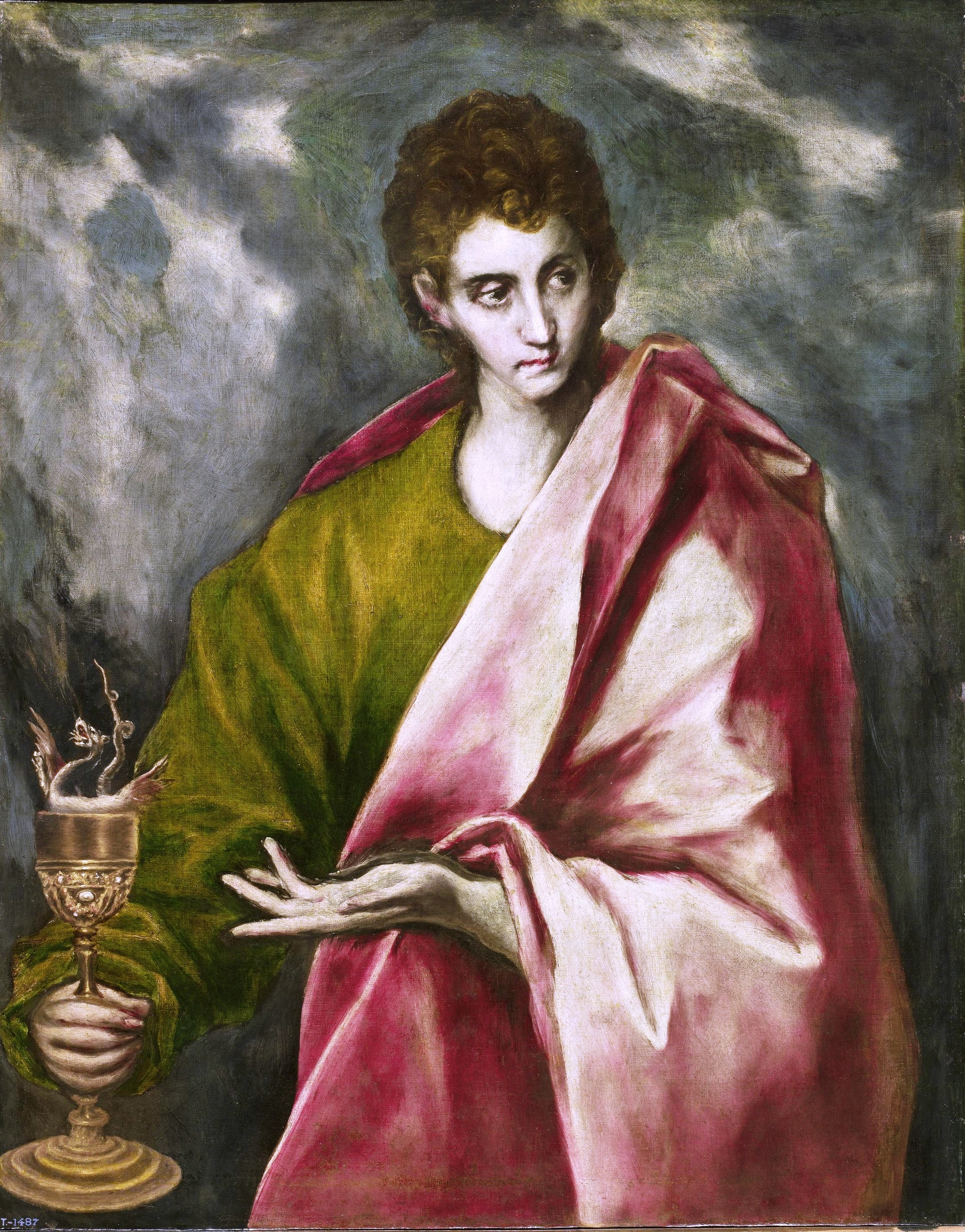
Іван Богослов (Ель Греко).

Перше соборне послання апостола Йоана Богослова — одна з книг Нового Заповіту, та є першим, як видно з назви, з трьох послань Святого Івана Богослова. Адресоване широкому колу перших християнських церков.
Перше його соборне послання дуже схоже на його Євангелію. Змістом воно свідчить про великий дух і богословську глибину Христового учня.

## Авторство та адресанти
У посланні автор послання не називає себе на ім'я, однак майже не викликає сумнівів, що воно написане автором Євангелія від Івана. Особливість побудови фраз, склад думки, іменування втіленого Бога Словом вказує на особистість апостола Івана Богослова. Судячи з усього, воно було написано в 90-х роках століття в Ефесі, майже відразу за його Євангелієм. Звернуте послання до віруючих малоазійських церков.
Найдавніші з відомих рукописів послання — Синайський і Ватиканський кодекси (IV століття). Послання цитують також Святий Полікарп і Іриней Ліонський. Клименту Александрійському і Орігену з усіх послань Івана було відомо тільки перше.

## Основні теми
Автор говорить так само як і в Благовісті про братолюбство й доводить, що не вистачає самого пізнання Бога, а треба віру свою ще й оживлювати любов'ю та зберіганням Божих заповідей. Водночас автор спростовує початкові єресі гностиків які вже почали виникати. Вони стосувались про втілення Божого сина. Іван же очевидець, свідчить, що Христос — дійсно істинний Бог споконвіку і справжній чоловік. Він — Богочоловік у одній особі.
- Іван — очевидний свідок Богочоловіка 1 Ів. 1:1-4
- Бог — світло, визнання гріхів 1 Ів. 1:5-10
- Любов — давня і нова заповідь 1 Ів. 2:1-17
- Про останні часи і про антихриста 1 Ів. 2:18-23
- Про перебування в істині 1 Ів. 2:24-29
- Діти Божі не повинні грішити 1 Ів. 3:1-10
- Любов до ближнього 1 Ів. 3:11-24
- Духи правди і духи омани 1 Ів. 4:1-6
- Бог є любов 1 Ів. 4:7-21
- Віра ваша — перемога світу 1 Ів. 5:1-13
- Про силу молитви 1 Ів. 5:14-16
- Заключні слова 1 Ів. 5:17-20
- Бережіться ідолів 1 Ів. 5:21